# Tintim no Congo
Tintim no Congo (Tintin au Congo, em francês) é o segundo álbum da série de banda desenhada franco-belga As Aventuras de Tintim, produzida pelo cartunista belga Hergé. Encomendado pelo jornal belga conservador Le Vingtième Siècle para o seu suplemento juvenil Le Petit Vingtième, foi editado semanalmente entre maio 1930 e junho de 1931 e republicado no formato álbum pela Éditions du Petit Vingtième em 1931. A história aborda a viagem do jovem repórter belga Tintim e seu cachorro Milu, que são enviados ao Congo Belga para denunciar os acontecimentos do país. Em meio a vários encontros com o povo congolês e animais selvagens, Tintim descobre um criminoso que está organizando uma operação de contrabando de diamantes executado pelo gângster americano Al Capone.
Tintim no Congo foi um sucesso comercial, aparecendo em forma de livro logo após a conclusão da série. Hergé continuou As Aventuras de Tintim com Tintim na América em 1932, e, posteriormente, a série tornar-se-ia parte da banda desenhada franco-belga. Em 1946, a história foi redesenhada e colorida seguindo o estilo de linha clara de Hergé, para nova publicação pela Casterman, com alterações posteriores feitas para uma edição de 1975. No final do século XX, Tintim no Congo foi criticado por sua atitude colonial racista percebido para os congoleses e glorificação da caça grossa, e foram realizadas tentativas na Bélgica, o Reino Unido, Suécia e Estados Unidos para restringir a sua disponibilidade para as crianças.

## Sinopse
Tintim é enviado ao Congo, a grande colônia belga da época. Uma série de peripécias o levam ao  reino de Babaoro'm, onde ele torna-se o feiticeiro nomeado. Por um jogo de cincunstâncias, ele se encontra confrontado com um bando de gângsters afiliados a Al Capone, que quer controlar a produção de diamantes. Naturalmente, ele consegue os deter e deixa o país pouco depois.

## Análise
Em 1930, o Congo representava um Eldorado para a Bélgica. O Congo, oitenta vezes maior que o país que o colonizava, tinha um  subsolo extremamente rico. Nessa época, faltava mão-de-obra. Por conseguinte, Hergé devia fazer uma propaganda deste país.
A história foi publicada de 5 de junho de 1930 a 11 de junho de 1931, no Le Petit Vingtième, suplemento infantil do jornal Le Vingtième Siècle. Foi publicada como álbum em preto-e-branco em 1931, primeiramente pelas Editions du Petit Vingtième, depois republicado pelas Editions Casterman, que tomaram a publicação das Aventuras de Tintim com exclusividade.
Na década de 1940, depois que a popularidade de Hergé aumentou, ele redesenhou muitas das histórias originais em preto e branco de Tintim usando o estilo de desenho"linha clara" que ele havia desenvolvido, de modo que elas se encaixavam visualmente com as novas Aventuras de Tintin que ele havia produzido. Hergé primeiro fez algumas mudanças nessa direção em 1940, quando a história foi publicada no jornal belga de língua flamenga Het Laatste Nieuws.
Na modificação do álbum em julho de 1946, Hergé redesenha quase toda a aventura. Ele a colore, reduz de 110 páginas à 62 (padrão dos álbuns de Tintim) e altera a ideologia colonialista do álbum. Assim, a lição geográfica e histórica que dava Tintim num determinado trecho do livro, sobre "Vossa pátria, a Bélgica" encontrou-se substituída por uma lição de matemática. Hergé melhora as decorações, corta algumas partes e altera os diálogos para torná-los mais vivos. Os charutos do faraó e Tintim na América também foram redesenhados antes de serem coloridos.
Hergé afirmou mais tarde que para a criação de Tintim no Congo, da mesma maneira que para Tintim no país dos sovietes, ele vivia num meio cheio de preconceitos. De outro modo, a particularidade de Tintin no Congo é que o álbum é cheio de estereótipos da visão do Congo pelos europeus daquela época. Ele afirmou:
"Da mesma maneira quando desenhei Tintim no país dos sovietes, ao desenhar Tintim no Congo estava alimentado de preconceitos do meio burguês no qual vivia... Era 1930. Conhecia deste país apenas o que as pessoas contavam na época: 'os negros são grandes crianças, felizmente estamos lá!', etc. E desenhei os africanos de acordo com estes critérios, de puro espírito paternalista, que era o da época na Bélgica".
Em julho de 2007, a Comissão Britânica para a Igualdade das Raças (British Commission on Racial Equality)) acusou o livro Tintim no Congo, lançado no Brasil como Tintim na África, de conter propósitos racistas e pediu sua retirada de circulação. No livro, os congoleses são selvagens preguiçosos, que falam errado o francês. Na França, grupos anti-racismo pediram que fosse incluído um aviso de que a obra contém "certos estereótipos raciais de época que podem chocar os leitores de hoje". O autor, que lançou as tiras em 1930 e 1931, reconheceu que elas refletiam o pensamento "calvinista e burguês", e defendeu que a obra fosse lida "em seu contexto histórico".

## Personagens
- Tintim
- Milu
- Tom

Aparece na página 5. Ele é enviado por Gibbons para suprimir Tintim. Ele é "o vilão" do álbum, mas não conseguirá efetuar sua missão. Ele é devorado por crocodilos na página 48.
- Coco

Aparece na página 11. Ele guia Tintim durante sua aventura e lhe salva a vida.
- O Rei dos Babaoro'm

Aparece na página 21.Pede à Tintin que vá à caça ao leão.
- Muganga

Aparece na página 24. É o feiticeiro de Babaoro'm. Fica com inveja de Tintim. Com Tom, ele tentara se livrar do repórter.
- O Missionário

Aparece na página 34. Ele salva Tintim dos crocodilos.
- Jimmy Mac Duff

Aparece na página 38. É fornecedor de animais para os jardins zoológicos europeus.
- Gibbons

Aparece na página 51. É o patrão de Tom. Recebeu de Al Capone a ordem de matar Tintim.

## Citações
- Os Dupondt : "Parece ser um jovem repórter que parte para a África"
- Dois negros brigam por um chapéu : "O branco (Tintim) é muito justo! Deu a metade do chapéu a cada um"

## Valor de desenho original
Um desenho, a lápis e guache, concebido por Hergé, do livro «Tintim no Congo» foi vendido em 21 de novembro de 2015, por 700.600 euros, num leilão em Paris.